# John Barry (Schiff)
Die John Barry war ein US-amerikanischer Liberty-Frachter im Zweiten Weltkrieg.
Die John Barry lief 1942 bei der Oregon Shipbuilding Corporation in Portland, Oregon, vom Stapel. Eigner war die United States Maritime Commission. Es handelte sich daher bei der John Barry um einen der ersten Liberty-Frachter. Benannt war sie nach einem der Väter der US-Kriegsmarine, Kapitän John Barry (1745–1803). Die John Barry war 126,8 Meter lang, hatte eine Verdrängung von 14.100 Tonnen bei 7.176 Bruttoregistertonnen und konnte eine Höchstgeschwindigkeit von 12 Knoten erreichen.
Die John Barry wurde am 28. August 1944 vom deutschen U-Boot U 859 vor der Küste des Oman torpediert und versenkt. Sie war am 24. Juli 1944 von Norfolk aus zunächst in einem Konvoi Richtung Mittelmeer aufgebrochen. Am 19. und 20. August passierte sie den Suezkanal und traf am 26. August 1944 in Aden (Jemen) ein. Von dort fuhr sie ohne Geleitschutz mit dem Ziel Ras Tanurah am Persischen Golf weiter, bis sie vor Oman versenkt wurde. Die Ladung bestand unter anderem aus drei Millionen saudischen Ein-Rial-Münzen aus Silber, die in den USA geprägt von der United States Mint hergestellt worden waren.
Die in den USA geprägten Münzen waren zum einen zur Entlohnung von Ölarbeitern in Saudi-Arabien bestimmt. Diese zum größten Teil aus sunnitischen Moslems bestehende Arbeiterschaft war nicht bereit, sich in US-Dollar entlohnen zu lassen. Zum anderen sollte hiermit König Ibn Saud für den amerikanischen Zugang zu den Ölquellen bezahlt werden. Ferner sollen sich an Bord 1.500 Tonnen Silberbarren befunden haben. Diese sollten angeblich über Saudi-Arabien in die Sowjetunion transportiert werden.
Bei einer Suchfahrt des Forschungs-U-Boots Cyana konnte das Wrack 1992 in 2600 Meter Tiefe eindeutig identifiziert werden. Die Silbermünzen wurden im November 1994 von der zur Bergung des Silberschatzes der John Barry von Brian Shoemaker und Jay Fiondella gegründeten „John Barry Group“ geborgen. Die Silberbarren konnten nicht gefunden werden, allerdings wurde das Schiff nicht komplett abgesucht.